# Мещерская, Анна Ефимовна
Анна Ефимовна Мещерская (настоящая фамилия — Пащенко; 20 мая (1 июня) 1876, Киев — 1 апреля 1951, Одесса) — российская и советская театральная актриса. Народная артистка УССР (1946).

## Биография
С 1895 года играла в театрах Черкассы, Киева, Харькова, Полтавы, Екатеринослава, Одессы.
После 1919 работала в украинских театрах: в Первом государственном драматическом театре УССР им. Тараса Шевченко, в театрах имени Ивана Франко, имени Марии Заньковецкой.
В журнале «Новое искусство» (№ 16, 1926) на обложке помещено её рисованный портрет с мизансценами, во время её выступления в Полтавском театре.
В период с 1927 по 1951 годы выступала в Одесском украинском музыкально-драматическом театре.
Награждена орденом «Знак Почета».

## Роли

### Театр
- Шкандибиха («Лымеривна» Панаса Мирного)
- Анна («Бесталанная» Карпенко-Карого)
- Арина («97» Николая Кулиша)
- Мать Лукаша («Лесная песня» Леси Украинки)
- Устье («Ой, не ходи, Грицю…» Старицкого)
- Пани Дульская («Мораль пани Дульской» Запольской)
- Мария Тарасовна, Варвара, Марфа («Платон Кречет», «Богдан Хмельницкий», «Правда» А. Корнейчука)
- Сафонова («Русские люди» К. Симонова)
- Васса Железнова («Васса Железнова» М. Горького)
- Раиса Павловна Гурмыжская («Лес» А. Островского)
- Анна Андреевна («Ревизор» Н. Гоголя)
- Анна Ефимовна Вернидуб («Одесса» Г. Плоткина)
- Фру Альвинга («Призраки» Г. Ибсен)
- Нехама («Заход солнца» (рус. Закат) И. Бабеля)

### Кино
- Госпожа Хлопицька («Кармелюк»)
- Старушка, мать еврея («Пять невест»)
- Жена белоэмигранта Городинского («Экспонат из паноптикума»)